# 西清古鑒

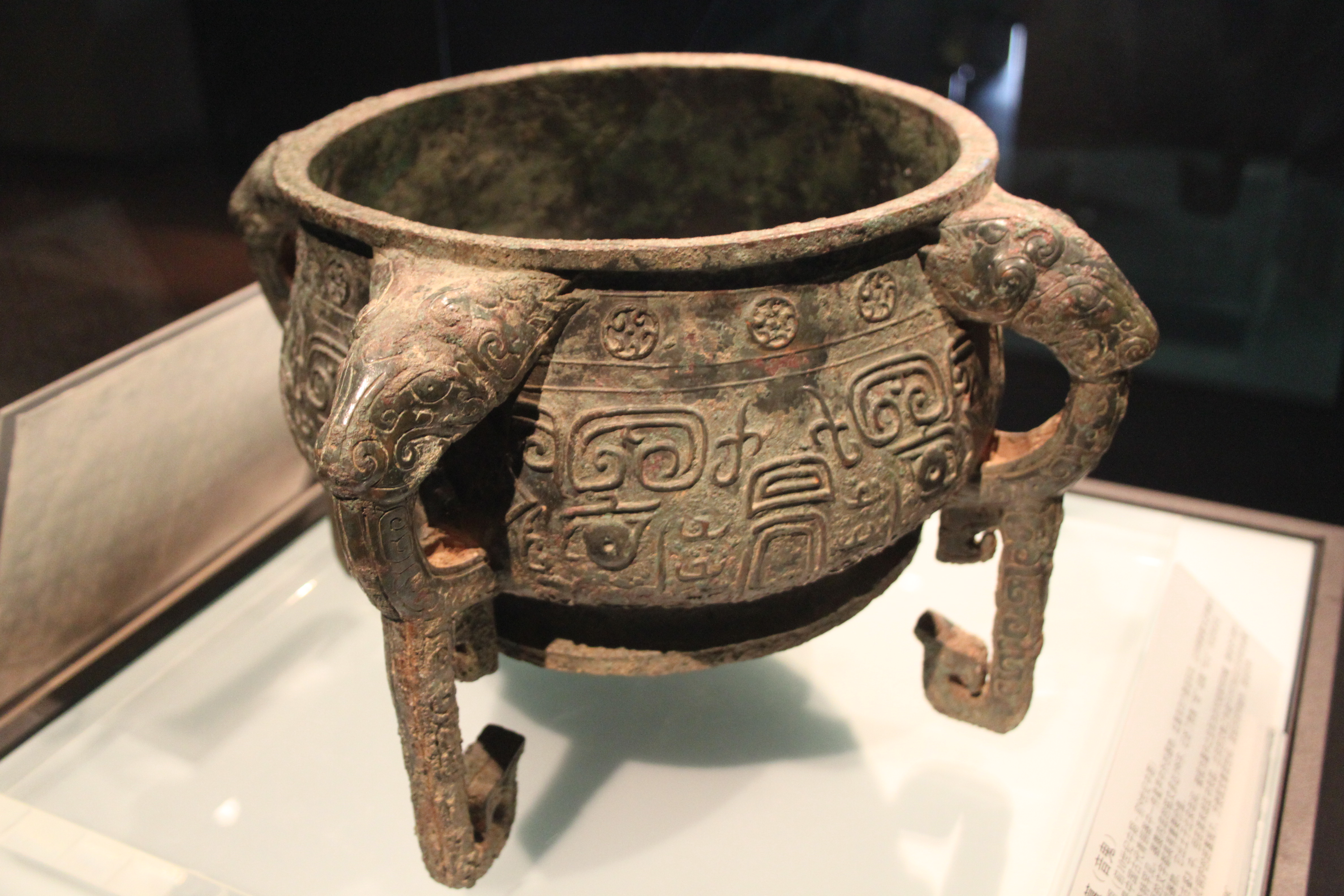
现藏于北京首都博物馆的《西清古鉴》所录毛伯彝（班簋）

《西清古鉴》，是清朝乾隆年間記錄清宮廷所藏古青銅器的譜錄。 
梁詩正等編纂，四十卷，始于乾隆十四年（1749年），書成於乾隆十六年（1751年），乾隆二十年（1755年）由内府刻印。收商周至唐代銅器1529件，以商周彝器為多，另附錢錄十六卷。之后，王杰等又奉敕于乾隆五十八年（1793年）编纂成《西清续鉴》甲、乙两编，与《宁寿鉴古》合成为“西清四鉴”。
《西清古鉴》內容編排完全摹仿《宣和博古圖》體例，每卷先列器目，按器繪圖，因圖系說，附銘文並加考釋；皆記高度、重量，有的還附考證。但所收偽器頗多，繪圖不注比例，銘文往往失真，考訂亦不精審。